# Rudy Uytenhaak
Rudy Uytenhaak (Amsterdam, 17 april 1949) is een Nederlands architect.

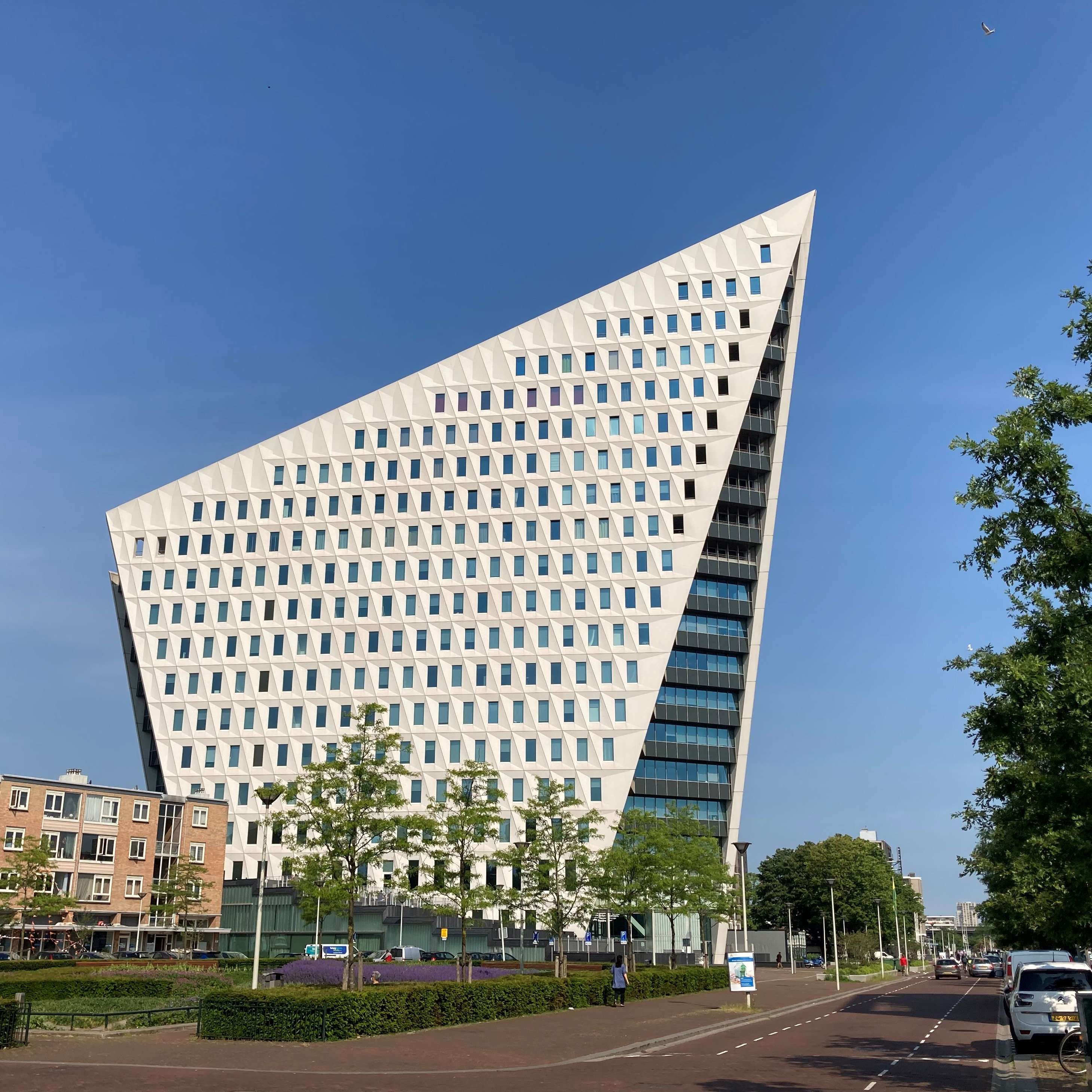
Stadsdeelkantoor Escamp, Den Haag

## Loopbaan
Uytenhaak studeerde architectuur en stedenbouw aan de Technische Universiteit Eindhoven en studeerde in 1973 af. Zijn studie over de Berlijnse architect Bruno Taut werd kort na zijn afstuderen gepubliceerd in het tijdschrift Forum, waarvan hij tussen 1978 en 1984 redacteur was. In 1980 richtte hij zijn eigen architectenbureau op, dat op dit moment meer dan veertig medewerkers telt.
Hij was als hoogleraar architectonisch stedenbouwkundig ontwerpen verbonden aan de Technische Universiteit Eindhoven (1990-1993) en als hoogleraar architectonisch ontwerpen aan de Technische Universiteit Delft (2003).

## Werk
Uytenhaak ontwierp onder meer het VROM-kantoor naast station Haarlem, het woongebouw Droogdok naast Amsterdam Centraal, het Olympisch Kwartier in Amsterdam, het Cascade en Technologiegebouw van de Technische Universiteit Eindhoven, het Stadskantoor Goes en het Huis voor Schoone Kunsten in Apeldoorn. In de periode 2018-2023 werd gewerkt aan zijn ontwerp voor Brug 2470 in Amsterdam-Noord.
Uytenhaak won onder meer de Wibautprijs (1993), de Bronzen Bever (1994) en de Themaprijs Duurzaam Architect van het jaar (2006). In 2008 werd hij uitgeroepen tot Architect van het Jaar.

## Fotogalerij

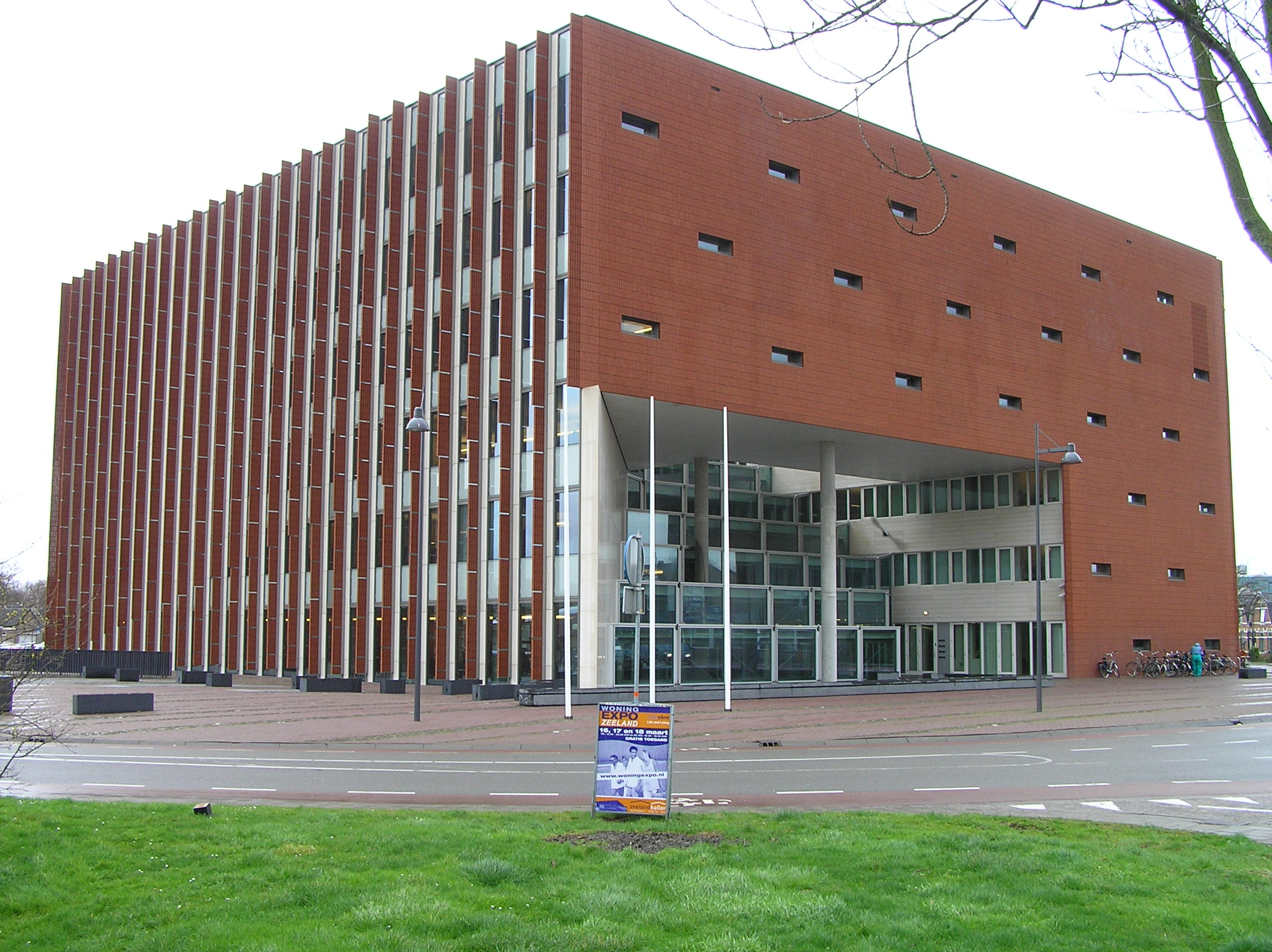
Stadskantoor Goes
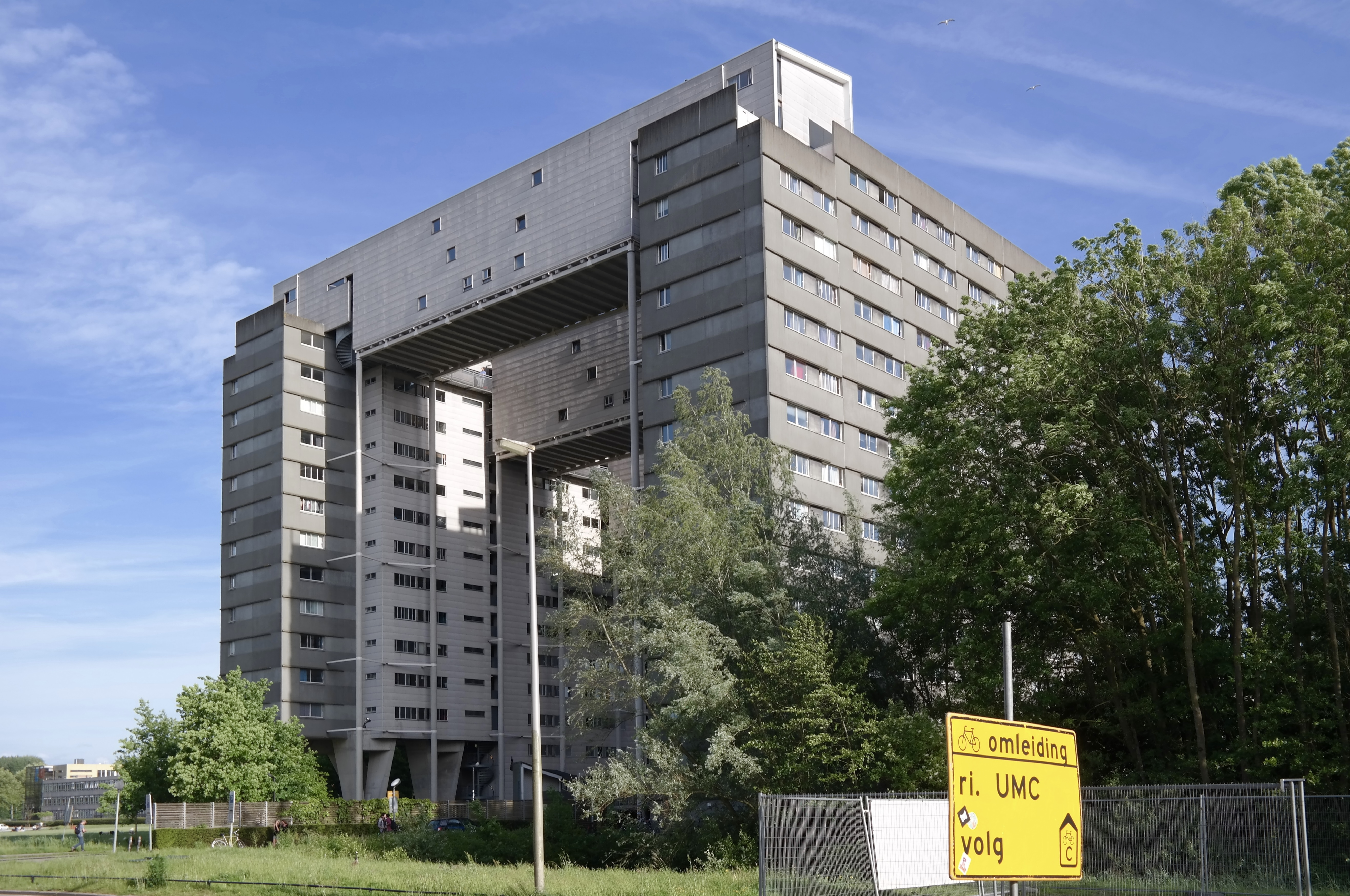
Studentenhuisvesting Cambridgelaan, Utrecht
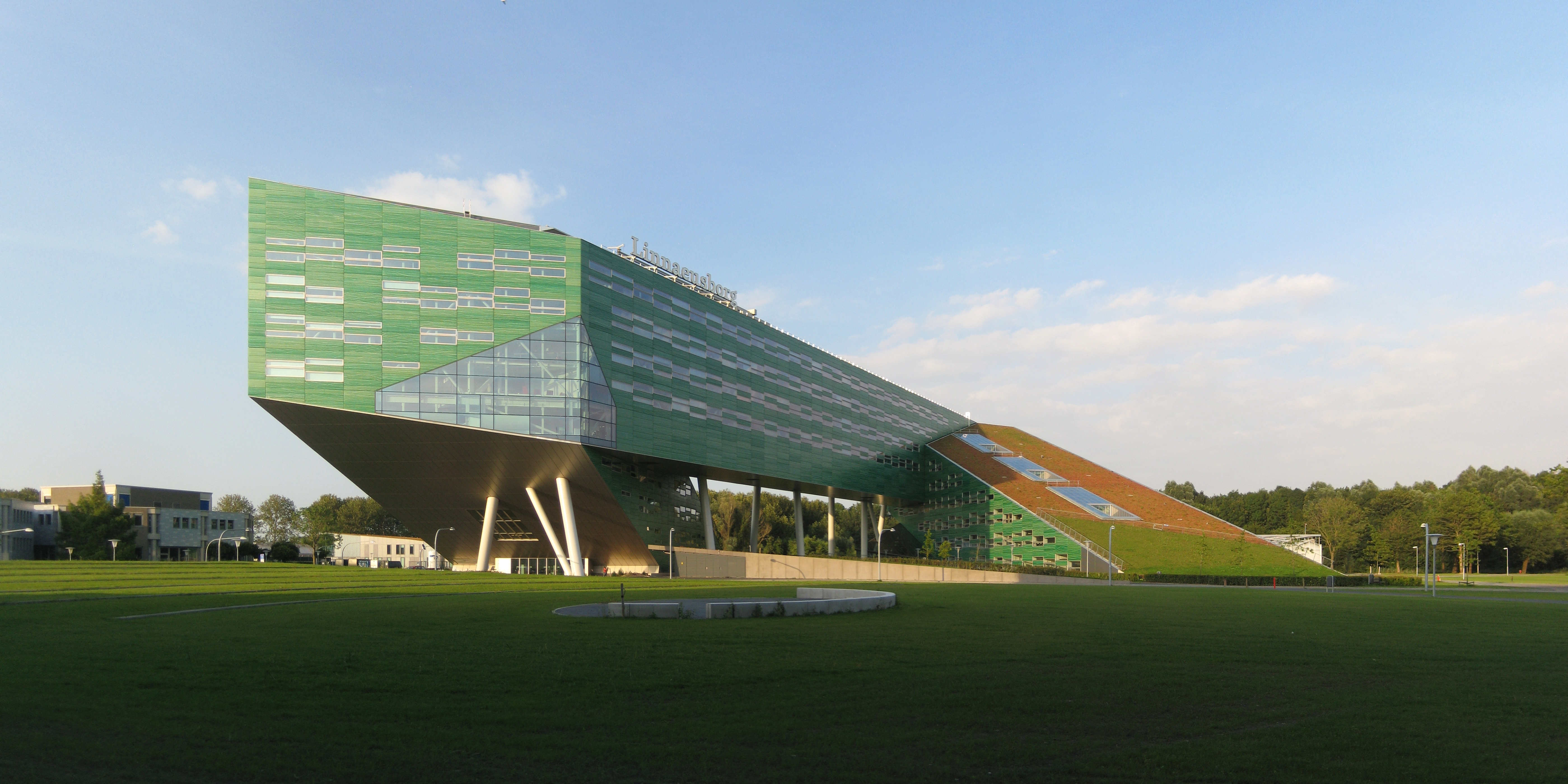
Linnaeusborg Zernikecomplex, Groningen
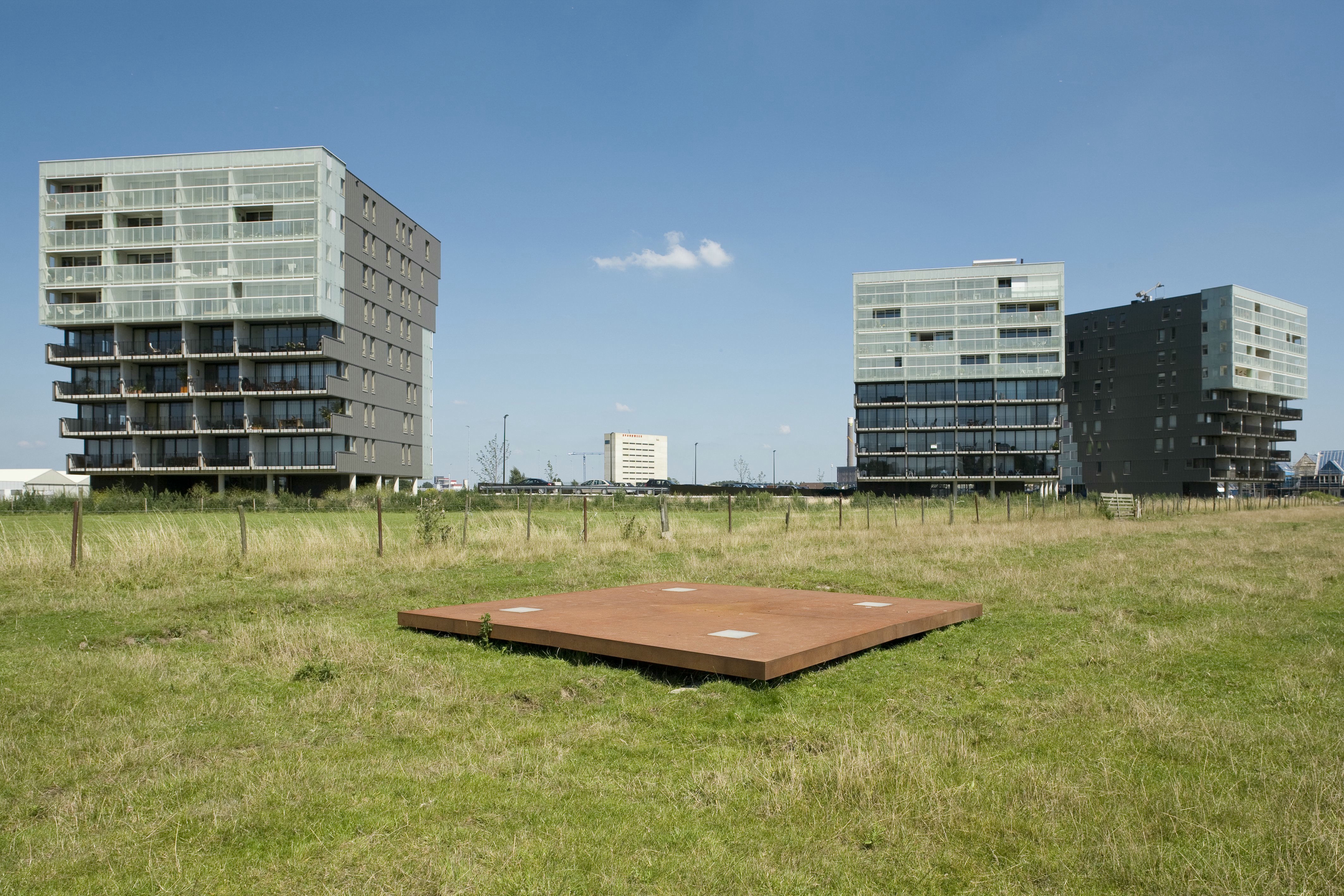
Woontorens Villa Voile, Utrecht 't Zand.
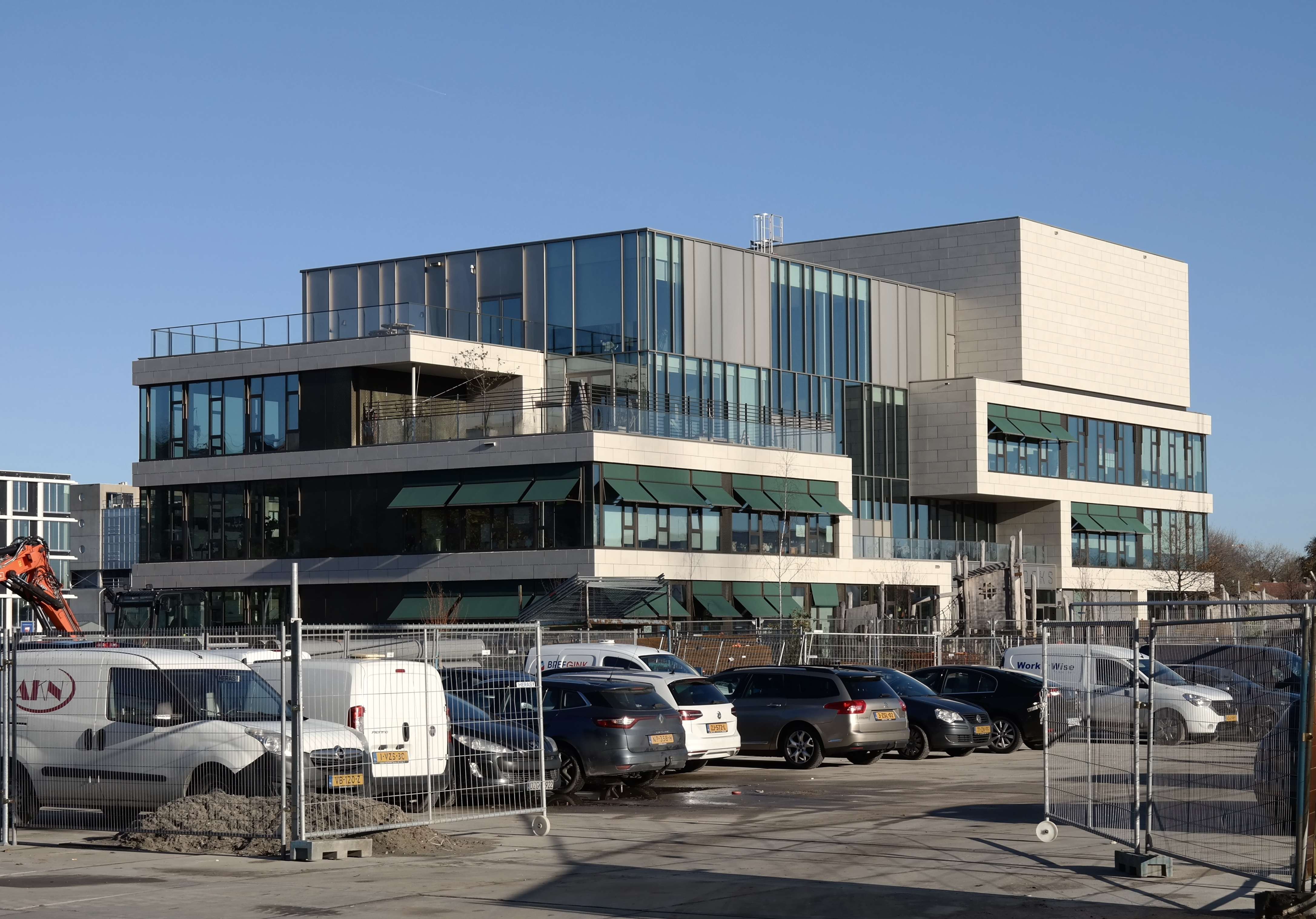
Integraal Kindcentrum Overhoeks, Amsterdam-Noord
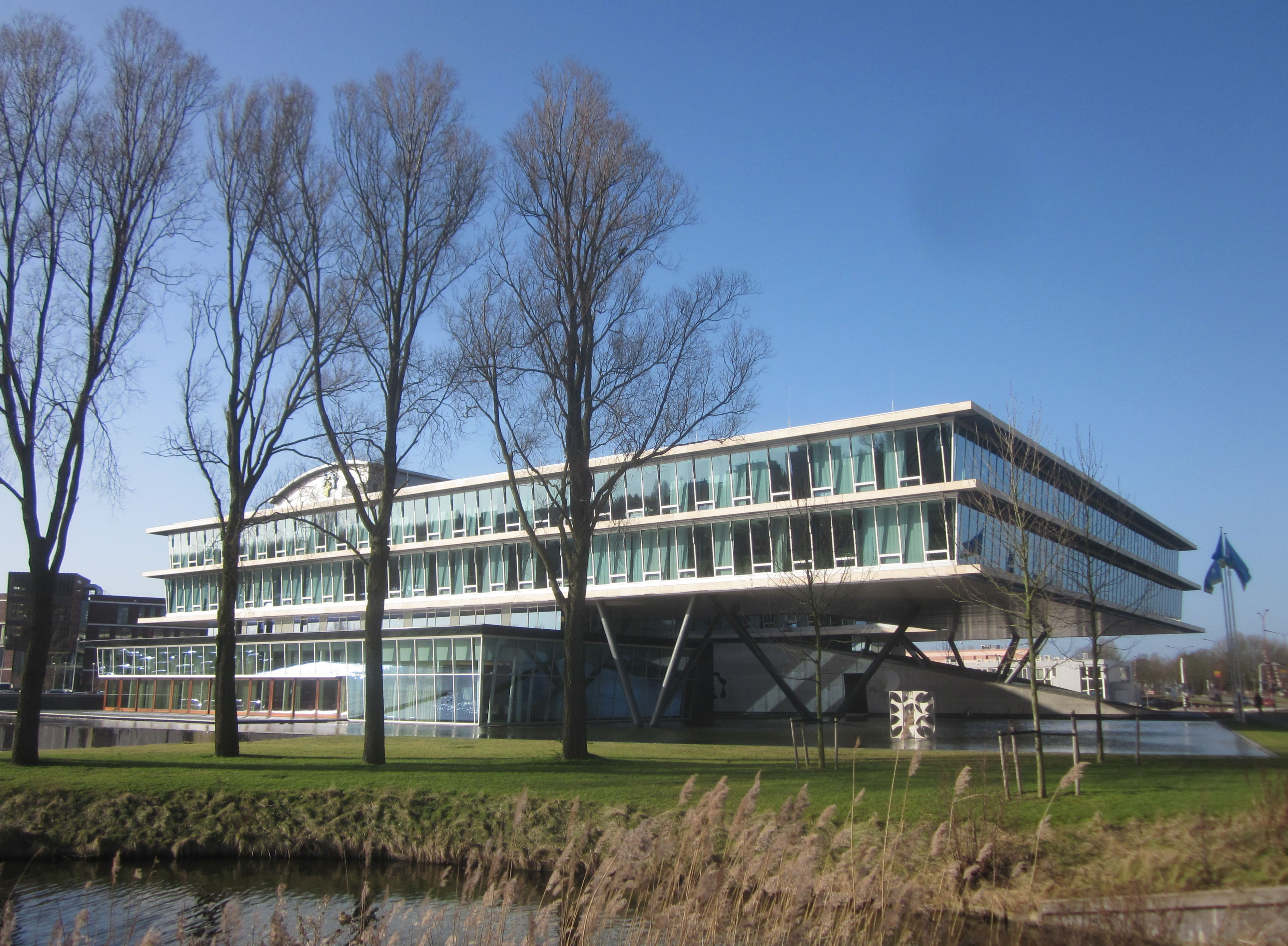
Kantoorgebouw Hoogheemraadschap Hollands Noorderkwartier, Heerhugowaard
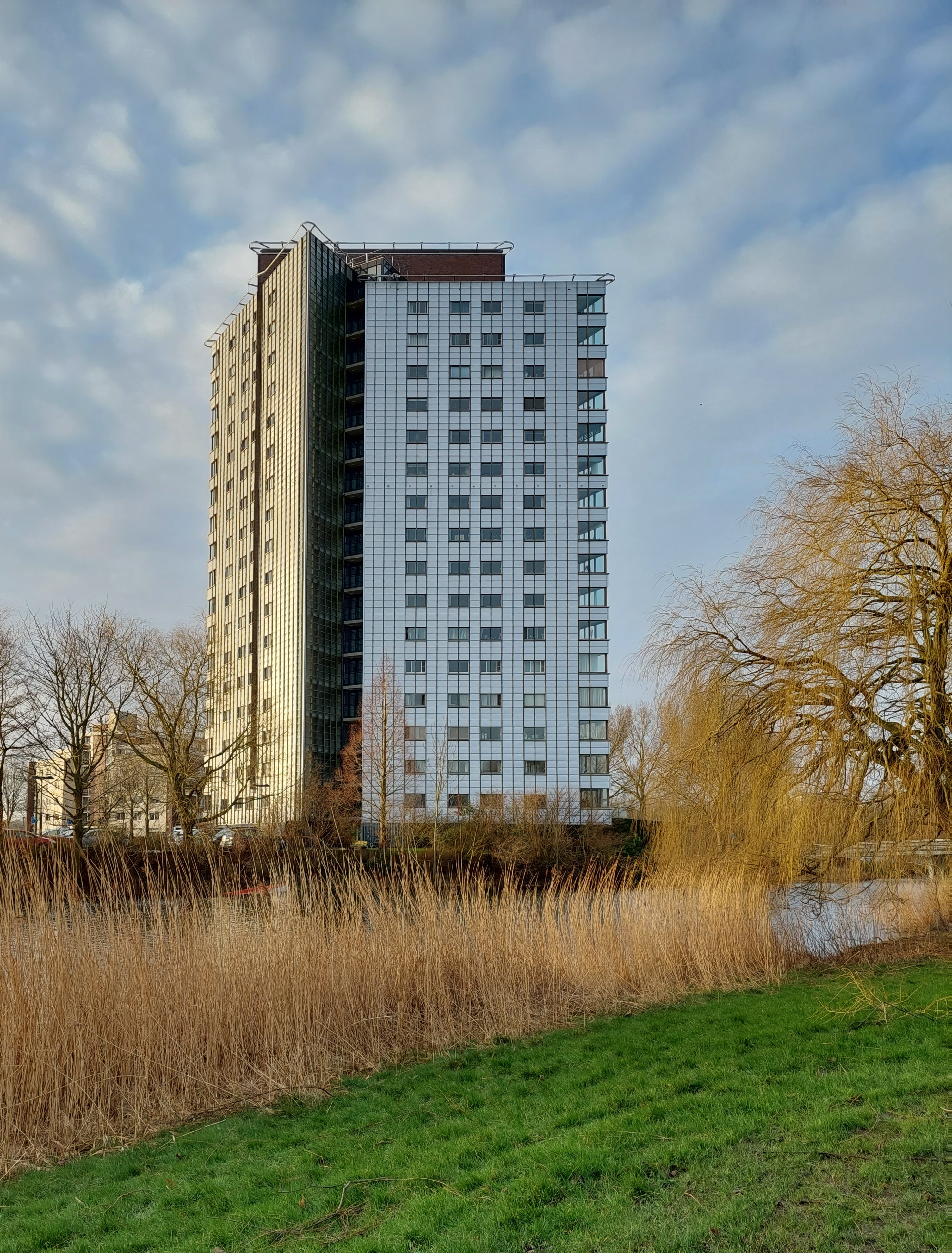
Woontoren Tourmaline, Almere
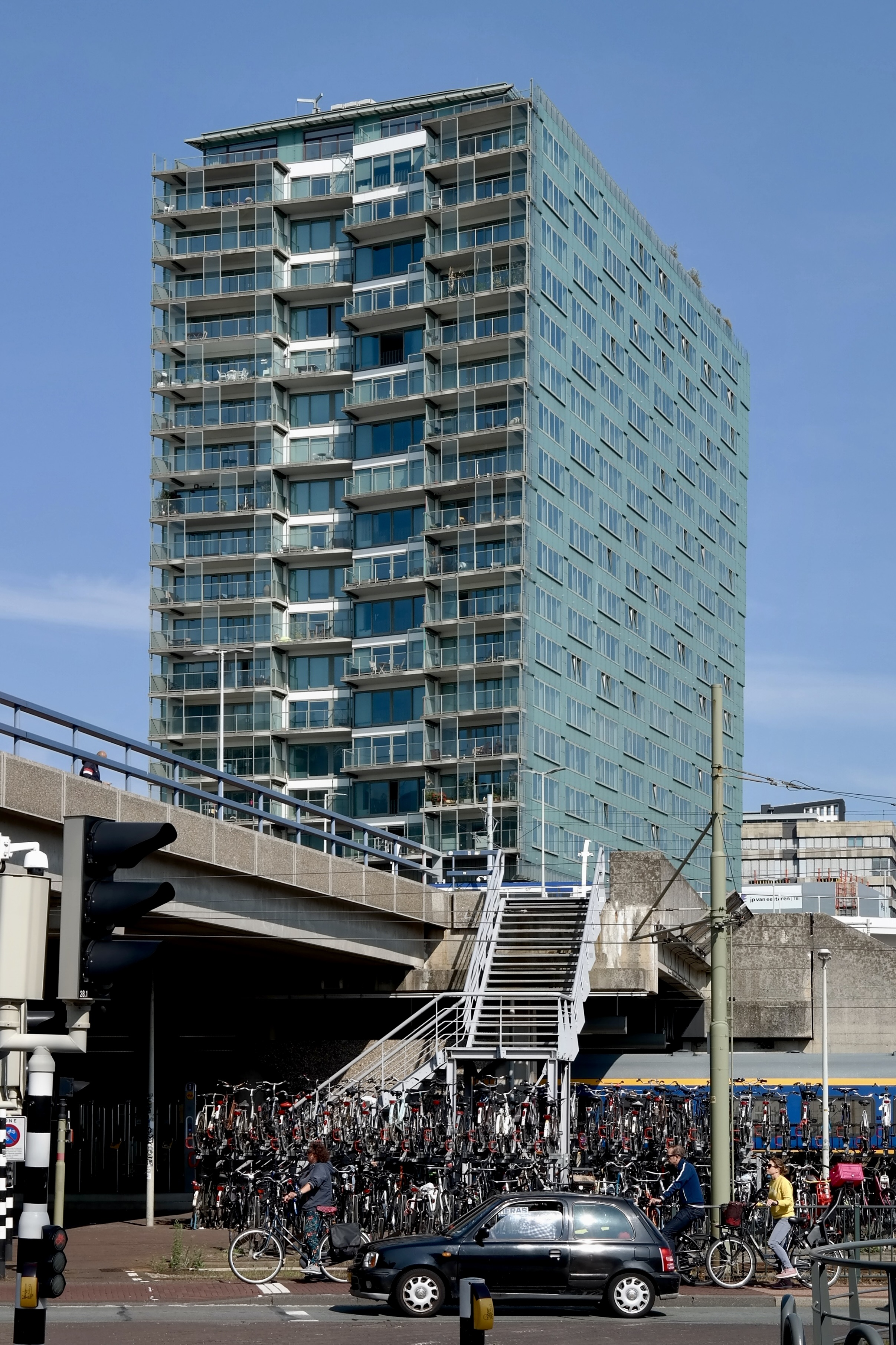
Woongebouw La Fenêtre, Den Haag
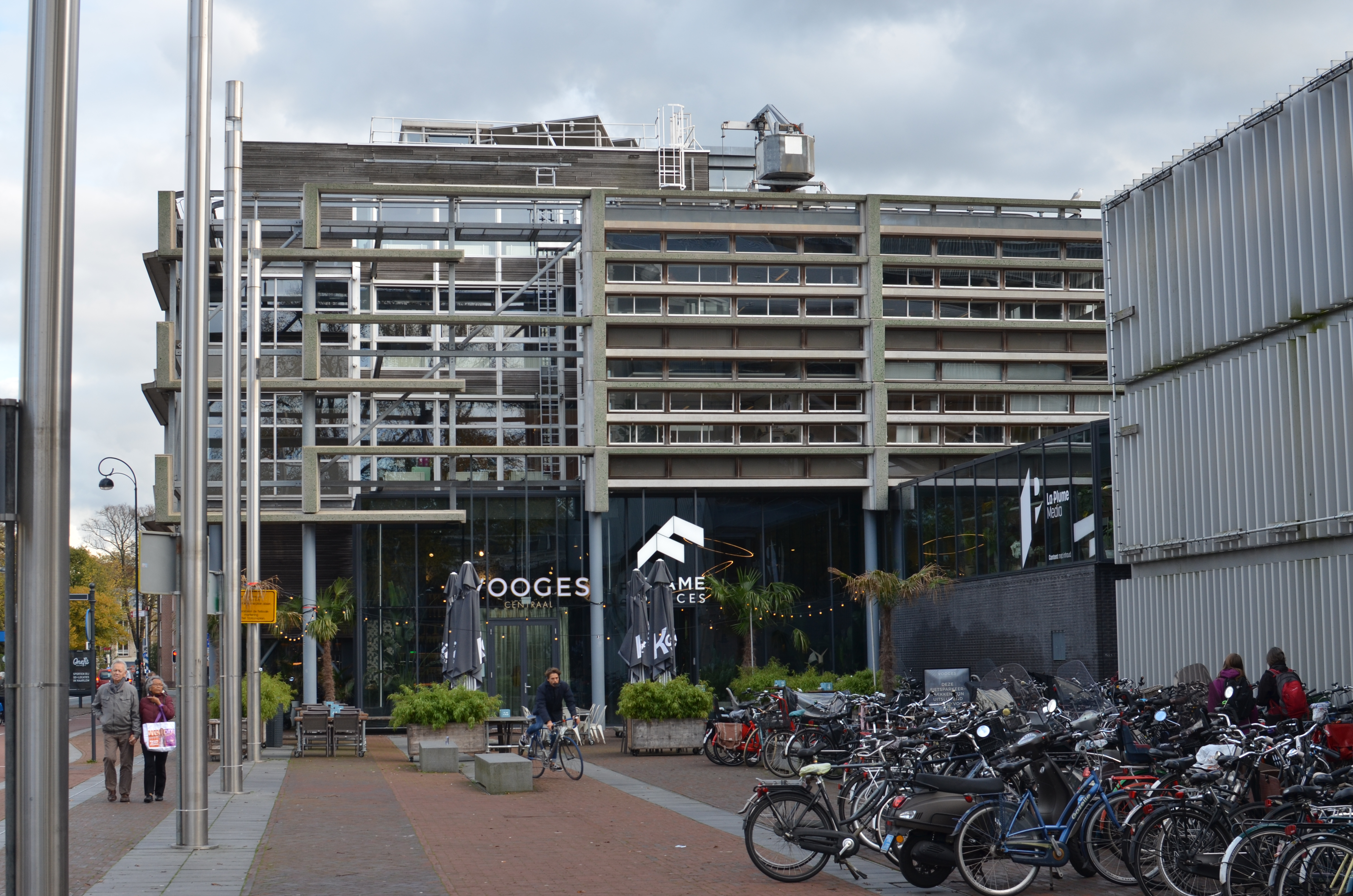
Kantoorgebouw Kennemerplein, Haarlem